# Fredrik Brattberg
Fredrik Brattberg (* 30. října 1978 Porsgrunn) je norský hudební skladatel a dramatik. Společně s Jonem Fossem a Arnem Lygrem patří k nejčastěji inscenovaným norským dramatikům v zahraničí. Jeho dramata byla přeložena do více než 20 světových jazyků.

## Tvorba
Fredrik Brattberg vystudoval skladbu u Wolfganga Plaggeho a do roku 2008 se živil jako hudební skladatel. Složil přes 40 skladeb, jejichž žánr se pohybuje mezi chorálními zpěvy, operami, komorní a orchestrální hudbou. V roce 2004 napsal společně s dramatikem Lancem Woolafem operu The heart on the Door, která byla uvedena v kanadském Banffu. Brattbergovy hry byly uvedeny na scénách světových divadel například ve Francii, Rumunsku, Německu, USA, Indonésii, Číně a v Česku.
Jako dramatik debutoval divadelní hrou Amadee, někdo klepe (Det banker, Amadeus) v roce 2008. Hra byla uvedena v osloském Studentteateret. O rok později vzniklo drama Návštěva u Hansenových o půl sedmé (Besøk hos familien Hansen halv syv), které bylo vybráno na festival současné norské dramatiky. Tato absurdní hra je inspirována Ravelovým Bolerem a pojednává o rodině s velmi xenofobními názory, která očekává muslimskou návštěvu. Neustálým variováním a opakováním původního xenofobního postoje, se z něj naopak stane silně antirasistický názor.
Pro Brattberga má skladba hudby a psaní dramatu mnoho společného. Hudební struktury a principy zkouší převést do divadelního textu. Jeho dramata jsou krátká a stejně jako v hudební skladbě využívají principu repetice. Hry obvykle zachycují nějakou obvyklou situaci z každodenního života. Ta se však ale stává výchozím bodem pro budování podtónů absurdity a surreality právě díky repetici.
Za hru Návraty (Tilbakekomstene) obdržel Brattberg v roce 2012 prestižní Ibsenovu cenu (Ibsenprisen). Tato hra byla přeložena do 13 světových jazyků a uvedení se dočkala mimo jiné v Číně, Indonésii a USA. Ústředním tématem Návratů je neustálé opakování jedné rodinné situace. Rodičům zemřel syn a zatímco truchlí nad jeho ztrátou, syn se ocitá na prahu jejich domu. Pak ale opět umírá a rodiče si znovu procházejí procesem ztráty a truchlení. Fredrik Brattberg ve stejném roce také obdržel stipendium Statens kunstnerstipend, díky kterému mohl psát další dramata. V letech 2013–2015 byl Brattberg stipendistou organizace Dramatikkens hus zodpovědné za vývoj scénických textů. Díky této podpoře vzniklo drama Otec dítěte matky (Faren til barnet til moren).
V roce 2017 měly jeho hry celkem 7 premiér ve světě a jednu v Norsku. V témže roce napsal pro brněnské Divadlo Feste hru Dítě. Člun (Barnet. Båten). O rok dříve také byla v Divadle Feste uvedena jeho hra Návraty původně přeložená pro festival Specific. V  letech 2017 a 2019 se Brattberg účastnil soutěže o Cenu Ferdinanda Vaňka pořádané odborným časopisem Svět a divadlo (SAD). V roce 2017 v této soutěži zvítězil s hrou Pozice. Hra Ježíšovo vzkříšení a smrt, s níž se účastnil soutěže o Cenu Ferdinanda Vaňka v roce 2019, byla uvedena v červnu 2020 v pražském Divadle na Zábradlí v produkci divadla Masopust jako site-specific představení z důvodu celosvětové krize covid-19.